# CNN Türk
CNN Türk est la version locale en Turquie de CNN, la chaîne d'information internationale en continu originaire des États-Unis. Lancée le 11 octobre 1999, CNN Türk diffuse en turc et est une chaîne nationale, disponible exclusivement en Turquie. Ayant son siège à Istanbul, c'est une coentreprise appartenant à Warner Bros. Discovery, propriétaire de CNN, et Demirören Holding, un groupe turc. C'est la deuxième chaîne d'information en continu turque, après NTV.

## Partenariat transnational
CNN Türk est la deuxième déclinaison locale de CNN à être produite hors des États-Unis, sur place, en partenariat avec une entreprise du pays hôte. La première était CNN+ (en), lancée en Espagne en janvier 1999 avec Sogecable. Par la suite, plusieurs autres chaînes sont créées sur ce modèle.
En Turquie, CNN Türk est la première chaîne établie en partenariat avec une organisation médiatique étrangère.
La chaîne commence à émettre à la place d'Eko TV, une chaîne créée par Koç Holding et rachetée entre-temps par le partenaire local de CNN, Doğan Media Group (en).

## Rédaction
À son lancement, CNN Türk comptait 228 journalistes.
Parmi les collaborateurs de la chaîne on compte Mehmet Ali Birand (en) et Taha Akyol (en).
La chaîne profite du contenu rédactionnel de CNN et y contribue aussi, lui fournissant en plusieurs occasions des informations inédites, par exemple lors de l'élection présidentielle turque de 2007.

## Propriétaires successifs
- Propriétaire de CNN :
  - Turner Broadcasting System (TBS)
  - Time Warner
  - WarnerMedia
  - Warner Bros. Discovery
- Partenaire turc :
  - Doğan Media Group (en) (Doğan Medya Grubu) ou Doğan Yayın Holding (DYH)
  - Doğan Holding
  - Demirören Holding

## Critique
Lors du mouvement protestataire de 2013 en Turquie, la chaîne a été beaucoup critiquée pour ne pas avoir diffusé les événements.
La branche médias du groupe Doğan Holding, propriétaire de la chaîne, a été rachetée en mars 2018 par le groupe Demirören Holding, proche de Recep Tayyip Erdoğan, le président de la République turque. Certains voient cet achat comme un renforcement du contrôle des médias par le gouvernement turc.